# توماس فرانك
توماس فرانك (بالألمانية: Thomas Franck)‏ (مواليد 24 فبراير 1971 في هيبنهايم) هو لاعب كرة قدم ألماني سابق.

## المسيرة
بدأ لاعب خط الوسط فرانك مسيرته في نادي فالدهوف مانهايم في 12 مايو عام 1989 وهو في الثامنة عشر من العمر، وكان حينها النادي يلعب في البوندسليغا. وانتقل إلى بوروسيا دورتموند وساعد النادي في التماسك داخلياً في المواسم الأولى له ولعب خمس مباريات في الدوري الأوروبي موسم 1992–93. ثم أنتقل نادي إلى نادي كايزرسلاوترن، كان تحت قيادة المدرب إيكهارد كراوتزون، الذي استبدل قبل بداية الموسم بفترة قصيرة من قبل أوتو ريهاجل، لم يكن لاعباً منتظماً، ولم يعد يلعب في موسم 1997/98، أنتقل عام 1999 لنادي فالدوف مانهايم، حيث كان يلعب في الدوري الألماني الدرجة الثاني. في نهاية حياته المهنية انتقل فرانك إلى  دارمشتات 98 في دوري الأقليم/Süd ولعب 8 مباريات في عامين.
أنهى مسيرته في صيف عام 2002. 

## الإنجازات
- وصيف  كأس الاتحاد الاوروبي في عام 1992 مع بوروسيا دورتموند.
- مرتين بطل الدوري الألماني في عام 1994، 1995 مع بوروسيا دورتموند.
- بطل كأس ألمانيا عام 1995.
- وصيف الدوري الألماني في عام 1991 مع بوروسيا دورتموند.

## وصلات خارجية
- توماس فرانك على موقع أرشيف الشارخ.
- توماس فرانك على موقع قاعدة بيانات كرة القدم.إي يو (الإنجليزية)
- توماس فرانك على موقع بيانات كرة القدم. دي إي (الألمانية)
- توماس فرانك على موقع عالم كرة القدم.نت (الإنجليزية)

توماس فرانك في موقع weltfussball.de